# Pados-barlang
A Pados-barlang a Duna–Ipoly Nemzeti Park területén lévő Pilis hegységben, az Oszolyon található egyik barlang.

## Leírás
Csobánka külterületén, az Oszolyon található Óra-faltól É-ra lévő második sziklacsoport Ny-i oldalán, sziklafal tövében helyezkedik el a barlang. A Rózsalugas-átjárótól DNy-ra 40 m-re és 10 m-rel alacsonyabban van. Felső triász dachsteini mészkőben jött létre a barlang, amelynek formakincsét omlásos kipergések határozzák meg. Egy sziklapad két részre osztja a barlang bejáratát, melyek közül a felső, 1,3 m széles és 0,7 m magas járható kényelmesebben. Egyetlen terme 3×3 m-es, 1,5–2,5 m magas, talpát durva kőzettörmelék fedi. Érdekes formája miatt érdemes megnézni a majdnem teljesen érintetlen és szabadon látogatható barlangot.
1984-ben volt először Pados-barlangnak nevezve a barlang az irodalmában. Előfordul a barlang az irodalmában Pados barlang (Kordos 1971) néven is.

## Kutatástörténet
Az 1967-ben napvilágot látott, Pilis útikalauz című könyvben az jelent meg, hogy az Oszoly Csobánkára néző, Ny-i oldalán, az erdővel körülvett mészkősziklák között több jelentéktelen üreg található. Az 1969. évi Karszt- és Barlangkutatási Tájékoztatóban publikált közlemény szerint 1969 augusztusában a Szpeleológia Barlangkutató Csoport a Kevélyekben szervezett tábor során fix pontokat helyezett el az Oszoly és az Oszoly-oldal 8 kisebb-nagyobb üregében. 1970-ben Wehovszky Erzsébet és Welker Ádám mérte fel vesztett pontokkal és bányászkompasszal a 4,5 m hosszú és 2,5 m mély barlangot. A felmérés alapján Wehovszky Erzsébet 1:100 méretarányú alaprajz térképet keresztmetszettel és hosszmetszet térképet szerkesztett, amelyeket Kordos László rajzolt.
A Szpeleológia Barlangkutató Csoport 1970. évi jelentésében az olvasható, hogy a Pados barlang a Margitliget felett lévő egyik sziklacsoport aljában nyílik. Bejárati nyílását vízszintesen két részre osztja egy szálkő sziklapad. Ezután egy kb. 2 m átmérőjű terem következik. A barlang felső triász, fehér, tömött dachsteini mészkőben valószínűleg hévíz hatására jött létre. Vastag humuszréteg van a száraz barlang alján. Felszerelés nélkül megtekinthető. Wehovszky Erzsébet és Welker Ádám találta meg 1970 tavaszán a barlangot, amelyben ásó szerszámok és üres üvegek voltak. Felmérték a barlangot. A barlang nem szerepel irodalomban. A jelentés mellékletébe bekerültek az 1970-es térképek.
Az 1974-ben megjelent, Pilis útikalauz című könyvben, a Pilis hegység és a Visegrádi-hegység barlangjainak jegyzékében (19–20. old.) meg van említve, hogy a Pilis hegység és a Visegrádi-hegység barlangjai között vannak az Oszoly barlangjai. A Pilis hegység barlangjait leíró rész szerint a Csobánka felett emelkedő Oszoly sziklái között másféltucat kis barlang van. Ezeket a Szpeleológia Barlangkutató Csoport térképezte fel és kutatta át rendszeresen. E kis barlangok többsége nem nagyon látványos, de meg kell említeni őket, mert a turisták, különösen a sziklamászók által rendszeresen felkeresett Oszoly sziklafalaiban, valamint azok közelében némelyikük kitűnő bivakolási lehetőséget nyújt. Van egy 5 m hosszú barlang az Oszoly Margit-liget felett emelkedő nagyobb sziklacsoportjának tövében.

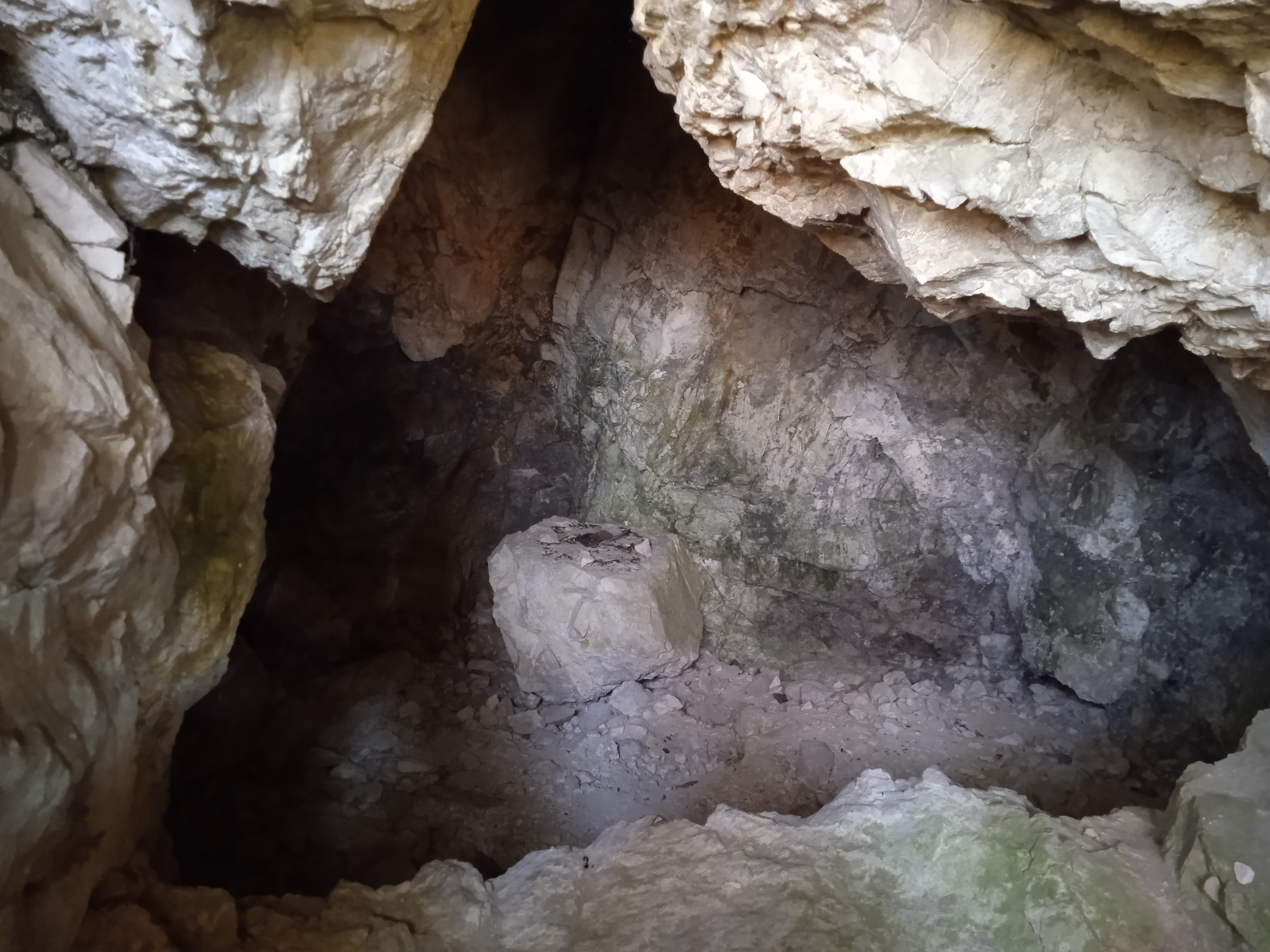
A Pados-barlang belseje

A Bertalan Károly által írt, 1976-ban befejezett kéziratban az olvasható, hogy a Pilis hegységben lévő Kevély-csoportban, Csobánkán helyezkedik el a Pados barlang. A Margitliget felett lévő egyik sziklacsoport aljában nyílik az egyetlen termecskéből álló barlang. A 4,5 m hosszú és 2,5 m mély barlang bejáratát két részre osztja egy szálkő sziklapad. A kézirat barlangot ismertető része egy kézirat alapján lett írva. Az 1984-ben napvilágot látott, Magyarország barlangjai című könyv országos barlanglistájában szerepel a Pilis hegység barlangjai között a barlang Pados-barlang néven. A listához kapcsolódóan látható a Dunazug-hegység barlangjainak földrajzi elhelyezkedését bemutató 1:500 000-es méretarányú térképen a barlang földrajzi elhelyezkedése.
Az 1991-ben megjelent útikalauzban meg van említve, hogy az Oszoly Margitliget felett emelkedő nagyobb sziklacsoportja tövében van egy 5 m hosszú barlang. A könyvben meg van ismételve az 1974-es útikalauzban lévő leírás, amely az Oszoly barlangjait általánosan ismerteti. A Kárpát József által 1991-ben írt összeállításban meg van említve, hogy a Pados-barlang (Csobánka) 5 m hosszú és 0 m mély. Az 1996. évi barlangnap túrakalauzában meg van ismételve az 1991-ben kiadott útikalauzban található leírás, amely az Oszoly barlangjait általánosan ismerteti.
1997. május 23-án Kárpát József 1990-es oszolyi áttekintő térképe alapján Kraus Sándor rajzolt helyszínrajzot, amelyen az oszolyi sziklabordák üregeinek földrajzi elhelyezkedése van ábrázolva. A rajzon megfigyelhető a Pados névvel jelölt barlang földrajzi helyzete. 1997. május 23-án Regős József felmérte a barlangot és a felmérés alapján 1997. május 24-én Kraus Sándor 1:50 méretarányú, két metszetet is ábrázoló alaprajz térképet rajzolt. Kraus Sándor 1997. évi beszámolójában az olvasható, hogy 1997 előtt is ismert volt a Pados-barlang, amelynek nem volt térképe 1997 előtt. A jelentésbe bekerült az 1997-es helyszínrajz. A 2005-ben megjelent, Magyar hegyisport és turista enciklopédia című könyvben meg van említve, hogy az Oszoly erdejében elszórtan sziklatömbök és kis barlangnyílások váltogatják egymást.